# Thelcticopis scaura
Thelcticopis scaura là một loài nhện trong họ Sparassidae.
Loài này thuộc chi Thelcticopis. Thelcticopis scaura được Eugène Simon miêu tả năm 1910.